# Funktionale generative Beschreibung
Die funktionale generative Beschreibung (FGD, englisch Functional Generative Description) ist ein sprachwissenschaftlicher Formalismus, der in den 1960er Jahren von Petr Sgall entworfen und in den folgenden Jahrzehnten weiterentwickelt wurde. Sie ist dem Bereich der funktionalen Grammatik zuzuordnen. Am Anfang beruhte die FGD auf Chomskys kontextfreier Grammatik, nunmehr liegt dem Formalismus eine Dependenzgrammatik zugrunde. Die FGD knüpft in vielen Aspekten an die Thesen der Prager Schule an, berücksichtigt jedoch gleichzeitig die neuesten Entwicklungen im Bereich der Computerlinguistik. Die Saussure’sche Distinktion signifiant/signifié schlägt sich in der FGD in der Unterscheidung Form vs. Funktion nieder. Die FGD ist eine Strafikationsgrammatik, es gibt fünf linguistische Beschreibungsebenen: phonologische, morphematische, morphonologische, analytische und tektogrammatische. Vereinfachend kann man sagen, dass es auf jeder Ebene zwei Arten von Einheiten gibt, die in einer kompositionellen Beziehung zueinander stehen, wobei die Einheit, die eine Funktion darstellt, auf der unmittelbar höherliegenden Ebene als Form aufgefasst wird. Es war lange umstritten, ob die analytische Ebene notwendig ist.
Im Rahmen der FGD wird auch die aktuelle Satzgliederung beachtet, die in der Regel bedeutungsunterscheidend ist. So sind folgende zwei Sätze nicht unbedingt identisch:
1. In Vorarlberg spricht man Deutsch.
2. Deutsch spricht man in Vorarlberg.

Um Missverständnissen bei der Beurteilung von Grammatikalität und Bedeutungsunterschieden vorzubeugen, wurde der Begriff der strikten Äquivalenz eingeführt:
- Zwei sprachliche Ausdrücke sind strikt äquivalent, wenn sie in allen Kontexten dieselbe Bedeutung haben.

Nach dieser Definition ist der Modus verbi im Deutschen bedeutungsunterscheidend, weil folgende zwei Sätze nicht strikt äquivalent sind, obschon sie auf der tektogrammatischen Ebene durch dieselbe Struktur dargestellt werden:
1. Max fotografiert Katharina.
2. Katharina wird von Max fotografiert.

Es gibt nämlich mindestens einen Kontext, in dem die beiden Sätze von der Bedeutung her nicht identisch sind, und zwar wenn man das Adverb gern einfügt.
Auf der FGD beruht weitgehend das an der Karlsuniversität entwickelte Prager Dependenzkorpus (PDT, englisch Prague Dependency Treebank). Der Formalismus und das PDT fanden teilweise Verwendung in einigen Projekten an der Universität des Saarlandes.